# Metendothenia atropunctana
Metendothenia atropunctana es una especie de polilla del género Metendothenia, tribu Olethreutini, familia Tortricidae. Fue descrita científicamente por Zetterstedt en 1839.
La especie se mantiene activa durante todos los meses del año.

## Descripción
La envergadura es de 14-18 milímetros.

## Distribución
Se distribuye por Ucrania, Canadá, Estonia, Francia, Corea, Austria, Reino Unido, Dinamarca, Noruega, Suecia, Finlandia, Países Bajos, Alemania, Italia, Rusia, Japón, Estados Unidos, Lituania, Luxemburgo, Polonia y Bulgaria.